# 阿南塔庫喬山
13°43′52″S 70°42′08″W / 13.73111°S 70.70222°W
阿南塔庫喬山（Ananta Cucho），是秘魯的山峰，位於該國東南部普諾大區，由卡拉瓦亞省負責管轄，屬於韋爾卡努塔山脈的一部分，海拔高度約5,100米。